# Platostoma tridechii
Platostoma tridechii là một loài thực vật có hoa trong họ Hoa môi. Loài này được Sudee miêu tả khoa học đầu tiên năm 2010.
Loài này là bản địa Thái Lan.